# Lorenzo Lamas

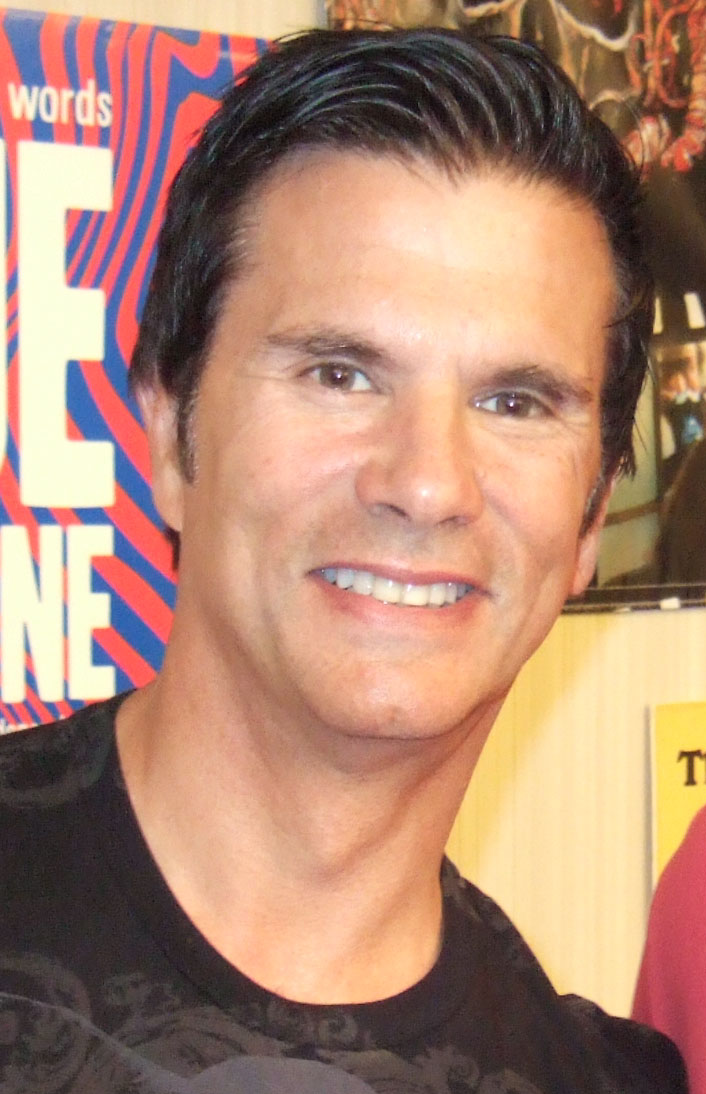
Lorenzo Lamas (2013)

Lorenzo Lamas (* 20. Januar 1958 in Santa Monica, Kalifornien als Lorenzo Lamas y de Santos) ist ein US-amerikanischer Schauspieler. Sein Schaffen umfasst mehr als 110 Film- und Fernsehproduktionen, darunter viele B-Filme sowie eine Hauptrolle in der Serie Falcon Crest. 

## Leben

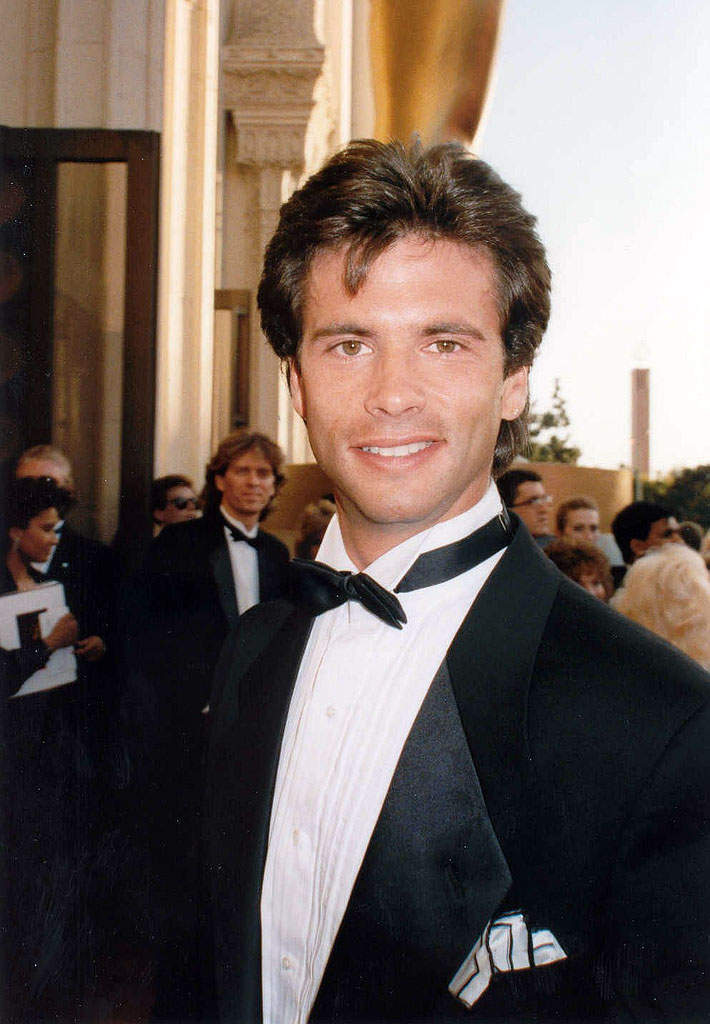
Lorenzo Lamas (1989)

Lorenzo Lamas ist der Sohn des Schauspielerehepaars Fernando Lamas und Arlene Dahl. Eine seiner ersten Rollen hatte er als Highschool-Sportler in dem Musicalfilm Grease von 1978, danach folgten weitere kleinere Rollen.
Seinen Durchbruch hatte Lamas schließlich ab 1981 in der Seifenoper Falcon Crest. Seine Rolle verdankte er vor allen Dingen der Hauptdarstellerin Jane Wyman, die mit seinen Eltern über Jahre befreundet war und ihn schon als kleines Kind kannte. Lamas war in allen neun Staffeln der Fernsehserie zu sehen. Seine Popularität war so groß, dass er sich ab 1984 für drei Singles auch als Sänger versuchte. You Better Hang on, Fingerprints und Fools Like Me, sein einziger kleiner Hit in den US-Single-Charts (Platz 85). Das Lied stammte aus dem Soundtrack zum Kinofilm Body Rock, in dem Lamas die Hauptrolle spielte.
Ab 2004 spielte Lamas die Rolle des Hector Ramirez in der US-Seifenoper Reich und Schön. Da die Storys für seine Rolle gegen Ende 2006 immer weniger wurden, trat Lamas nur noch gelegentlich auf, bis er im Dezember 2006 das letzte Mal zu sehen war. Sein Vertrag mit der Serie lief dann schließlich zwei Monate später aus. Eine weitere Bekanntheit über das Soap-Publikum hinaus erlangte er in Deutschland durch die Hauptrollen in den Actionserien Renegade – Gnadenlose Jagd und Air America.
1993/1994 gab er mit dem Actionfilm Codename Viper sein Regiedebüt. Im Anschluss inszenierte er noch einige Folgen der Serie Renegade – Gnadenlose Jagd. 
Lamas war in den 1980er Jahren einige Jahre als Amateur-Rennfahrer aktiv und unterhielt ein eigenes Rennteam.
Lamas war fünf Mal verheiratet. Mit seiner dritten Ehefrau, der Schauspielerin Kathleen Kinmont, spielte er gemeinsam u.a in der Serie Renegade – Gnadenlose Jagd und dem Film CIA Code Name: Alexa. Aus seinen Ehen gingen sechs Kinder hervor, sein Sohn A. J. Lamas ist ebenfalls Schauspieler. Seine Tochter Shayne nahm 2008 an der zwölften Ausgabe von The Bachelor teil und hatte in Serien und Fernsehfilmen kleinere Rollen und Nebenrollen. Seine Tochter Victoria Lamas arbeitet als Model. Von seiner sechsten Ehefrau Kenna Nicole Scott trennte sich Lamas im Juli 2025 nach knapp zwei Jahren Ehe und reichte die Scheidung wegen „unüberbrückbarer Differenzen“ ein.

## Filmografie (Auswahl)
- 1978: Grease
- 1981–1990: Falcon Crest (Fernsehserie, 228 Folgen)
- 1984: Body Rock
- 1987: Snake Eater
- 1989: Snake Eater II – Snake Eater’s Revenge (Snake Eater’s Revenge)
- 1990: Kickboxer U.S.A. – Die Nacht des Fighters
- 1990: Desert Force – Entscheidung in der Wüste (Killing Streets)
- 1992: Swordsman (The Swordsman)
- 1992: Final Impact
- 1992: Snake Eater III
- 1992: CIA Code Name: Alexa
- 1992–1997: Renegade – Gnadenlose Jagd (Renegade, Fernsehserie, 110 Folgen)
- 1994: Head Hunter
- 1994: Codename Viper (CIA II: Target Alexa)
- 1994: Viper – Ein Ex-Cop räumt auf (Viper)
- 1995: Cybertech P.D
- 1995: Man Hunt (Midnight Man)
- 1996: Mask of Death
- 1997: Black Dawn
- 1998–1999: Air America (Fernsehserie, 26 Folgen)
- 1999: Die Muse (The Muse)
- 2000–2001: Immortal – Der Unsterbliche (The Immortal, Fernsehserie, 22 Folgen)
- 2002: Circuit II – The Final Punch (The Circuit 2)
- 2003: The Paradise Virus
- 2004–2006: Reich und Schön (The Bold And The Beautiful, Fernsehserie, 191 Folgen)
- 2004: Sci-Fighter
- 2005: The Nowhere Man
- 2006: Body of Work
- 2007: 30.000 Meilen unter dem Meer (30,000 Leagues Under the Sea)
- 2009: Mega Shark vs. Giant Octopus
- 2010–2013: Big Time Rush (Fernsehserie, 5 Folgen)
- 2015: American Beach House
- 2016–2017: Lucha Underground (Fernsehserie, 6 Folgen)
- 2018: Unwritten
- 2019: Jane the Virgin (Folge 5x04)
- 2022: Bleach
- 2024: Prepare to Die

## Motorsport-Statistik

### Sebring-Ergebnisse
| Jahr | Team               | Fahrzeug  | Teamkollege   | Teamkollege  | Teamkollege | Teamkollege | Platzierung | Ausfallgrund |
| ---- | ------------------ | --------- | ------------- | ------------ | ----------- | ----------- | ----------- | ------------ |
| 1988 | Lamas Motor Racing | Fabcar CL | Howard Cherry | Charles Monk | Jack Newsum | Tim McAdam  | Rang 31     |              |
| 1989 | John Higgins       | Fabcar CL | John Higgins  | Charles Monk | Chip Mead   |             | Rang 20     |              |